# Anéis de Cáriclo

Impressão artística de Cáriclo com os seus anéis

Os anéis de Cáriclo, é como são chamados um sistema de anéis que orbitam em torno do corpo celeste 10199 Cáriclo, um centauro (um corpo menor que órbita o Sol, entre os planetas Saturno e Urano), com um diâmetro perto de 250 quilômetros, e é um dos menores objetos com anéis e o quinto a ser descoberto no Sistema Solar com essa peculiar característica. Orbitando Cáriclo, existe, um sistema de anéis brilhantes, que consiste em duas faixas estreitas e densas de 7 e 3 quilômetros, respectivamente, separados por um espaço vazio de nove quilômetros. Os anéis orbitam a uma distância de cerca de 400 quilômetros em relação ao centro de Cáriclo, uma milésima parte da distância entre a Terra e a Lua. A descoberta foi feita por uma equipe de astrônomos usando três telescópios em vários lugares da Argentina, Brasil, Chile e Uruguai, durante a observação de uma ocultação estelar ocorrida em 3 de junho de 2013; a descoberta destes anéis foi anunciada publicamente em 26 de março de 2014.
A existência de um sistema de anéis em torno de um corpo menor do Sistema Solar foi algo inesperado, já que se pensava que os anéis só poderiam ser estáveis no entorno de corpos massivos. Anteriormente não tinham sido descobertos sistemas de anéis em torno de corpos menores, apesar de a procura dos mesmos através de imagens diretas e técnicas de ocultação estelar. Ainda não está claro como Cáriclo conseguiu reter os seus anéis durante um período de tempo tão prolongado, mas a existência de pequenos satélites pastores poderia ser a razão do confinamento do sistema de anéis. A equipe nomeou provisoriamente ambos anéis, Oiapoque (o anel interno e o mais denso) e Chuí (o anel externo e o menos denso), que são os dois rios que formam as fronteiras do litoral norte e sul do Brasil. A proposta para dar alguns nomes formais será votada na União Astronômica Internacional (UAI) em uma data posterior.